# Frontera entre Espanya i Andorra
La frontera entre Espanya i Andorra és la frontera que separa els estats d'Andorra i Espanya, estat membre de la Unió Europea i integrat en l'Espai Schengen.

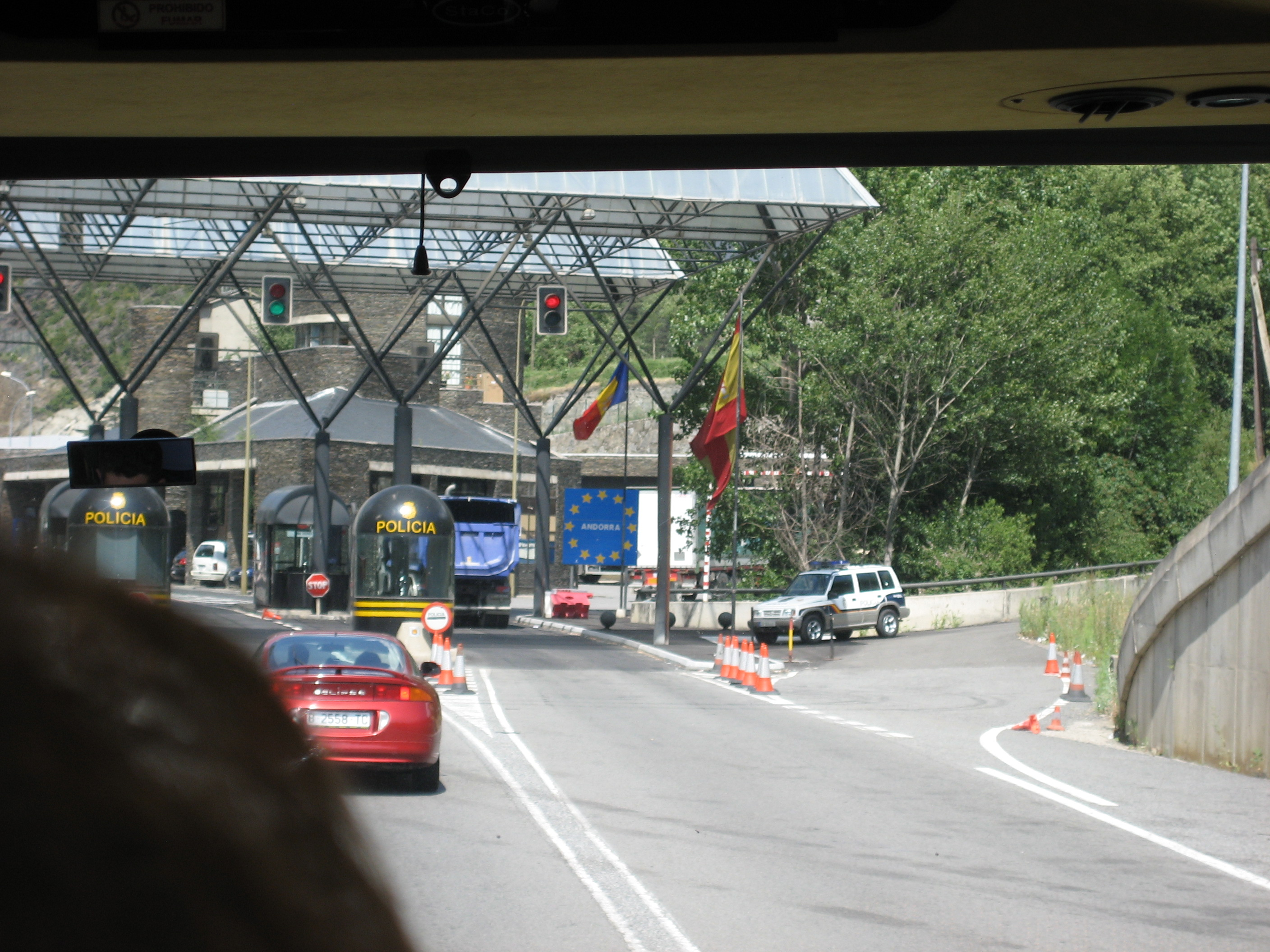
Frontera entre Espanya i Andorra

## Característiques
La frontera hispano-andorrana s'estén 63 quilòmetres al sud d'Andorra i pel nord d'Espanya als Pirineus. Els dos estats es troben en la mateixa conca hidrogràfica, per la qual cosa la comunicació entre tots dos és més fàcil que entre Andorra i França.
La frontera s'inicia en l'oest al trifini entre Andorra, França i Espanya (42° 36′ 13″ N, 01° 26′ 30″ E / 42.60361°N,1.44167°E). A continuació, segueix una direcció general cap al sud-est, per després dirigir-se cap al nord-est a aquest nou trifini entre Andorra - Espanya - França (42° 30′ 09″ N, 01° 43′ 34″ E / 42.50250°N,1.72611°E). La línia divisòria entre els dos països a través de les àrees d'alta muntanya, sovint de més de 2.000 metres, passa prop del punt més alt d'Andorra, el cim de Coma Pedrosa. També passa prop de la Vall del Madriu-Perafita-Claror únic lloc d'Andorra declarat Patrimoni de la Humanitat per la UNESCO.
L'única via de comunicació autoritzada entre els dos països discorre a través de la vall del Valira entre la Seu d'Urgell i Sant Julià de Lòria. Es tracta d'una carretera asfaltada, que en el tram andorrà rep el nom de CG-1, i ja a la comarca de l'Alt Urgell és denominada com N-145. El pas fronterer és conegut a Catalunya com la duana de la Farga de Moles, i a Andorra com la duana de Sant Julià de Lòria.
Un altre punt fronterer és el d'Os de Civís (Espanya) on només es pot accedir des de Sant Julià de Lòria (Andorra).

## Contraban
A causa de la baixa fiscalitat del tabac a Andorra existeix un contraban important entre els dos països que es duu a terme principalment a les muntanyes que separen, encara que també es produeix a través de la duana hispanoandorrana. La Guàrdia Civil i el Servei de Vigilància Duanera del Departament de Duanes del Principat d'Andorra s'encarreguen de la vigilància de fronteres i la detenció dels contrabandistes.